# William Macnaghten

William Hay Macnaghten, 1. Baronet

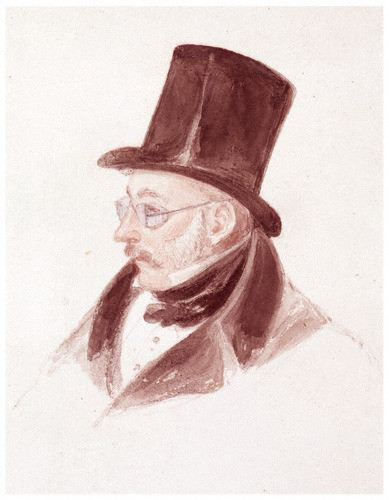
Sir William MacNaghten Bt.,
Aquarell von James Atkinson, 1841, National Portrait Gallery, London

Sir William Hay Macnaghten, 1. Baronet (* 24. August 1793 in Fort William, Kalkutta; † 23. Dezember 1841 in Kabul) war ein britischer Kolonialbeamter und Diplomat, der während des Ersten Anglo-Afghanischen Krieges getötet wurde.

## Leben
Er war zweiter Sohn von Sir Francis Macnaghtens und besuchte die angesehene Charterhouse School. Im September 1809 ging er als Kadett der Britischen Ostindien-Kompanie nach Madras, wechselte aber 1814 in den Bengal Civil Service. 1830 wurde er Sekretär bei Lord William Cavendish-Bentinck und 1837 Berater bei Generalgouverneur George Eden, 1. Earl of Auckland. Er war ein Verfechter der Politik, den ehemaligen Schah von Afghanistan Schodscha Durrani gegen Dost Mohammed zu unterstützen. Macnaghten war sprachbegabt und lernte Hindustani, Persisch, Tamilisch, Telugu, Kannada und Marathisch.
Macnaghtens Einfluss auf Lord Auckland führte zu dessen Forderung an Dost Mohammed, seine Ansprüche auf Peschawar sowie seine Annäherung an Russland aufzugeben. Da diese Forderungen als unannehmbar galten kam es zum Ersten Anglo-Afghanischen Krieg. Nach der ersten erfolgreichen Phase des Krieges wurde Macnaghten am 18. Januar 1840 zum Baronet erhoben und politischer Agent in Kabul. Dort kam er mit Militärs und seinem Untergebenen Alexander Burnes in Konflikt. Seine Politik, die afghanischen Stammesführer mit hohen Subsidien zu befrieden, belastete die indischen Finanzen und diese mussten schließlich gekürzt werden. Es kam zum Aufstand und Burnes wurde am 2. November 1841 ermordet, während die britische Armee in Kabul unter General William Elphinstone schlecht geführt war. Bitten Macnaghtens, etwas gegen die Unruhen zu unternehmen, wurden von Elphinstone nicht beachtet. Macnaghten versuchte durch Verhandlungen mit den Stammesführern und Akbar Khan, Dost Mohammeds Sohn, die Lage zu retten, wurde aber am 23. Dezember 1841 in Kabul von diesem erschossen.